# Curtonotum saheliense
Curtonotum saheliense är en tvåvingeart som beskrevs av Tsacas 1977. Curtonotum saheliense ingår i släktet Curtonotum och familjen Curtonotidae. Inga underarter finns listade i Catalogue of Life.